# Johannes Rebmann (Propst)
Johannes Rebmann (* um 1467 in Neuhausen an der Erms; † 10. Juli 1517 in Herrenberg) war ein württembergischer Theologe. Er war seit 1498 der Stiftspropst der Brüder vom gemeinsamen Leben in Herrenberg.

## Leben
Johannes Rebmann schrieb sich 1483 an der Universität Tübingen ein. Nach dem Vorbereitungsstudium studierte er – wohl unter dem Einfluss der Professoren Gabriel Biel und Wendelin Steinbach – Theologie. Zur gleichen Zeit begann seine Verbindung zu den Brüdern vom gemeinsamen Leben. Nach dem Studium war er Kanoniker im Fraterherrenstift in Urach. Am 7. November 1491 begann er dort seine Lehrtätigkeit, indem er biblische Kurse gab. 1498 wurde er vom Regentschaftsrat, der die Regierung für den minderjährigen Herzog Ulrich führte, zum Propst des Herrenberger Stiftes der Brüder vom gemeinsamen Leben als Nachfolger von Wenzel Melweiß bestimmt.
Sein Dienstantritt wurde mit einem üppigen Festmahl – wohl kurz vor Ostern (15. April) 1498 – eingeleitet, das den Zwist zwischen der Stadt und dem vorigen Propst beenden sollte. Rebmann war sowohl ein Mann des Kompromisses als auch von Autorität. Aus seiner knapp zwanzigjährigen Amtszeit sind keine Querelen wie früher bekannt. Dies zu erreichen, gelang ihm unter anderem dadurch, dass er die ehemaligen in der Stadt lebenden Chorherren zur Zusammenarbeit bewegen konnte, wie z. B. 1501, als er bei einem heftigen Streit der Bürgerschaft mit den Metzgern zusammen mit den Chorherren als Schiedsrichter fungierte.
Nach seinem Dienstantritt musste Rebmann zwar die Rolle des Verwalters des Stiftes übernehmen, doch vor allem war er als Bauherr tätig und setzte den Bau bzw. die Ausstattung der Stiftskirche fort. Gleichzeitig aber setzte er seine Studien und Lehrtätigkeit an der Universität Tübingen fort. So begann er am 3. Dezember 1499 seine Sentenzen zu lesen. Am 3. Februar 1502 wurde er Lizentiat der Theologie und seit 1504 wurde er als Doktor der Theologie bezeichnet.
Unmittelbar nach seinem Dienstantritt ließ Rebmann die Baumaßnahmen an der Kirche fortsetzen. Dies waren vor allem das Südportal und die Südsakristei. Den Auftrag dazu erhielt wahrscheinlich der bereits früher in der Kirche tätige Maurermeister Hans von Ulm. 1503 beauftragte Rebmann den Steinmetzen Hans von Hausen mit dem Bau der Kanzel, die 1504 fertiggestellt wurde. Die Ausschmückung der Kanzel, deren Konzept zweifelsohne von Rebmann stammt, stellt die vier Kirchenväter dar, die als Ganzfiguren an Pulten sitzen und sich um die Patronin der Kirche, Maria, gruppieren.
Spätestens um das Jahr 1510 muss Rebmann an einer einheitlichen Konzeption der Kirchenausstattung, die vorrangig den Chorraum betraf, gearbeitet haben. Diese Konzeption, die auf dem theologischen Programm der Brüder vom gemeinsamen Leben basierte, sollte dann stufenweise verwirklicht werden. Sie umfasste im Wesentlichen drei Elemente: die Buntverglasung der Fenster, das Chorgestühl und den Altar. Als erstes wurde der Auftrag für das Chorgestühl an den Schreiner Heinrich Schickhardt vergeben. Er begann bereits 1513 mit der Arbeit. Der Aufbau des Chorgestühls, das für die Fraterherren bestimmt war, wurde am 22. Juni 1517 beendet. Unmittelbar vor der Aufstellung des Chorgestühls war die Verglasung der Fenster begonnen und zumindest im Chor abgeschlossen worden. Den Vertrag dazu muss Rebmann zwischen Martini 1514 und Martini 1516 mit dem Meister Conrad „Glaser“ aus Tübingen abgeschlossen haben. Rebmann verpflichtete auch einen zweiten Tübinger Meister namens Hans „Glaser“, der die Verglasung des großen Fensters über dem südlichen Turmportal sowie der Rosette im Westwerk anfertigen sollte. Die Verglasung wurde 1518, also nach Rebmanns Tod, fertiggestellt. Zuletzt, 1517, vergab Rebmann den Auftrag für den Altar an Jerg Ratgeb. Unter Beibehaltung eines von Graf Ludwig von Württemberg und seiner Gemahlin Mechthild von der Pfalz gestifteten Schreins, der die Patronin als Strahlenmadonna zeigte, konzipierte Rebmann acht Tafelbilder. Die von Ratgeb zu malenden neutestamentlichen Szenen sollten von den diese Ereignisse ankündigenden alttestamentlichen Zitaten auf den Rahmen begleitet werden. Der Altar sollte drei Wandlungen erlauben: zugeklappt (für Bußzeiten), aufgeklappt (für Feste) und Rückenansicht mit einem Apostel-Propheten-Zyklus. Die Entstehung des Altars erlebte Rebmann nicht mehr.
Rebmann ließ die Chorherren an den Seitenwangen der Pulte des Chorgestühls bildlich darstellen. Die Chorherren verstanden sich als besonders berufene Glieder der kämpfenden Kirche, gestärkt durch die Fürbitten der Heiligen, der triumphierenden Kirche, die in den Pultbrüstungen dargestellt sind, sie wussten um die Fragilität der menschlichen Natur, weshalb den vier Evangelisten Bußaufrufe und den Kirchenvätern Ermahnungen zum richtigen Verhalten im Chor beigegeben sind.
Gleichzeitig mit der Ausstattung der Stiftskirche führte Rebmann den Bau des Chores der inkorporierten Kirche in Hildrizhausen. Den Auftrag zu den 1515 fertiggestellten Baumaßnahmen erhielt wohl aus Altersgründen nicht mehr Hans von Ulm, sondern Jacob Halltmayer. Rebmann war ein Fraterherr aus voller Überzeugung. Er starb plötzlich – wohl an Herzinfarkt – nicht mal drei Wochen, nachdem das Chorgestühl aufgestellt wurde. Seit dem Sommer 1516 war es bekannt, dass Papst Leo X. dem Wunsch nach Aufhebung der Fraterherrenhäuser entsprochen hatte und im Juni 1517 deutete alles darauf hin, dass die Aufhebung unmittelbar bevorstand. Diese Nachricht trug wohl zu seinem Tod bei.
Die von Rebmann konzipierte Einheit des Stiftchores wurde erst von seinem Nachfolger Benedict Farner verwirklicht. Sie existierte nicht mal 20 Jahre. Wegen des durch die Reformation entfachten Bildersturms mussten der Altar und das Chorgestühl 1537 abgebaut und auf der Turmempore deponiert werden, während die Verglasung der Stiftskirche weitgehend zerstört wurde. Auf den Druck der spanischen Besatzung wurden der Altar und das Chorgestühl 1548 wieder aufgestellt. Da Heinrich Schickhardt nicht mehr lebte und auch seine zwei Söhne Marx und Lucas wegen der Hast an der Wiederaufstellung nicht mitwirkten, wurde das Chorgestühl verkehrt aufgestellt. Da der Altar 1890 verkauft wurde, sind dieses verkehrt aufgestellte Chorgestühl und die Kanzel die einzigen von Rebmann konzipierten Ausstattungselemente, die sich noch heute in der Herrenberger Stiftskirche befinden.